# Ахау
Ахау (нем. Achau) — коммуна (нем. Gemeinde) в Австрии, в федеральной земле Нижняя Австрия. 
Входит в состав округа Мёдлинг.  Население составляет 1185 человек (на 31 декабря 2005 года). Занимает площадь 11,87 км². Официальный код  —  3 17 01.

## Политическая ситуация
Бургомистр коммуны — Йозеф Бруннер (СДПА) по результатам выборов 2005 года.
Совет представителей коммуны (нем. Gemeinderat) состоит из 19 мест.
- СДПА занимает 10 мест.
- АНП занимает 4 места.
- Партия BLA занимает 4 места.
- Партия FA занимает 1 место.